# Levi Cohn
Levi Otto, auch Lewin Cohn (* 11. April 1836; † 21. August 1915 in Berlin), war ein deutscher Unternehmer. Er begründete 1868 die Handschuhindustrie in Johanngeorgenstadt, die Weltruf erlangte und nach der Wende und friedlichen Revolution in der DDR von 1989 zum Erliegen kam.

## Leben
Levi Cohn ließ sich als Unternehmer nach dem Stadtbrand von 1867, der fast die gesamte Innenstadt und die meisten der bereits bestehenden Handwerks- und Industriebetriebe vernichtet hatte, in der sächsischen Berg- und Exulantenstadt Johanngeorgenstadt im Erzgebirge nieder. Hier begründete er im Jahre 1868 die Glacéhandschuhindustrie und gab vielen der damals obdachlosen Bewohner Johanngeorgenstadt Lohn und Brot. In seiner 1871 neuerrichteten Fabrik arbeiteten über 900 Beschäftigte. 1885 gewann Cohn den Amerikaner M. Wertheimer als Teilhaber seiner Handschuhfabrik. Spätestens 1898 stieg er jedoch aus der Firma aus und gründete in Johanngeorgenstadt ein eigenes Konkurrenzunternehmen. 1909 musste allerdings über die traditionelle Handschuhfabrik L. Cohn das Konkursverfahren eröffnet werden. Sie ging in den Besitz von Steinberger & Kalisher in Berlin, New York und San Francisco, das damals weltgrößte Unternehmen der Handschuhbranche, über. Levi Cohn setzte sich daraufhin zur Ruhe und zog nach Berlin. Sein Sohn Hans C. Otto übernahm 1913 die Handschuhfabrik Pincus & Otto und wirkte als Geschäftsführer der Firma La Tosca, Handschuhfabrik GmbH Johanngeorgenstadt, deren Stammhaus in London war und die neben den Fabriken in Johanngeorgenstadt (Glacélederfärberei Schallergasse, Handschuhmacherei Georgistraße und Kontor Bahnhofstraße/Ecke Markt) auch ein Werk in Worcester betrieb. 1913 lieferte seine Firma die aus Ziegenleder hergestellten Brauthandschuhe der Kaisertochter Viktoria Luise von Preußen.
Verheiratet war Levi Cohn mit Anna geb. Otto (1854–1924). Aufgrund seiner jüdischen Herkunft stellte er den Antrag auf Änderung des Familiennamens. Für seinen Sohn Hans erreichte er, dass dieser 1879 den Geburtsnamen der Mutter erhielt.

## Ehrungen
- Ritter des Albrechts-Ordens I. Klasse
- 1919 beschloss der Stadtrat von Johanngeorgenstadt den Bau eines Ehrengrabmals für Levi Cohn und dessen Familie auf dem Friedhof an der Hospitalstraße. Zwei Jahre später fand die feierliche Einweihung des Grabmals an der zur Friedhofsgasse gelegenen Mauer des Friedhofes statt. In diesem Grab erinnern drei Grabtafeln an Levi Cohn, dessen Ehefrau Anna geborene Otto und den gemeinsamen Sohnes Hans C. Otto. Ab 1933 wurde die Grabpflege vernachlässigt. Das Ehrengrab blieb bis heute in einem beschädigten und verwilderten Zustand erhalten. Speziell die von der Stadt Johanngeorgenstadt dem Begründer der Handschuhindustrie gestiftete Gedenktafel ist zerbrochen. Inzwischen stellte die Stadt das Grabmal der Familie Cohn/Otto wieder her.